# Tarik El Taib
Khaled Hussein Mohamed al Tarhouni (ar. طارق التائب, ur. 28 lutego 1977 w Trypolisie) – libijski piłkarz grający na pozycji pomocnika.

## Kariera klubowa
Karierę piłkarską El Taib rozpoczął w klubie Al-Ahly Trypolis. W jego barwach zadebiutował w 1995 roku w pierwszej lidze libijskiej. W 2000 roku osiągnął pierwsze sukcesy w karierze, gdy z Al-Ahly wywalczył mistrzostwo Libii oraz zdobył Puchar Libii i Superpuchar Libii. W 2001 roku po raz drugi zdobył Puchar Libii.
Latem 2001 El Taib został zawodnikiem tunezyjskiego Étoile Sportive du Sahel z miasta Susa. Grał w nim przez rok i następnie przeszedł do Club Sportif Sfaxien. W 2003 roku zdobył z nim Puchar Ligi Tunezyjskiej, a w 2004 - Puchar Tunezji. Natomiast w latach 2004-2006 Libijczyk grał w tureckim Gaziantepsporze.
W połowie 2006 roku El Taib odszedł z Gaziantepsporu do saudyjskiego Al-Hilal. W 2008 roku wywalczył mistrzostwo Arabii Saudyjskiej, a w 2007 i 2009 - wicemistrzostwo. Wraz z Al-Hilal zdobył też Puchar Korony Księcia w latach 2008 i 2009. W sezonie 2009/2010 był zawodnikiem klubu Al-Shabab. Następnie grał w Al-Ahly Trypolis, Al-Nasr Kuwejt, Misr Lel-Makkasa SC, Al-Suwaiq Club i Muaither SC. W 2015 wrócił do Al-Ahly Trypolis.

## Kariera reprezentacyjna
W reprezentacji Libii El Taib zadebiutował w 1998 roku. W 2006 roku w Pucharze Narodów Afryki 2006 rozegrał 3 spotkania: z Egiptem (0:3), z Wybrzeżem Kości Słoniowej (1:2) i z Marokiem (0:0).